# Please Help Emily
Please Help Emily er en amerikansk stumfilm fra 1917 af Dell Henderson.

## Medvirkende
- Anna Murdock som Emily Delmar
- Hubert Druce som Prof. Delmar
- Amy Veness som Mrs. Lethbridge
- Grace Carlyle som Julia Marchmont
- Katherine Stewart som Mrs. Moxon